# Miasto Čazma
Miasto Čazma (chorw. Grad Čazma) – jednostka administracyjna w Chorwacji, w żupanii bielowarsko-bilogorskiej. W 2011 roku liczyła 8077 mieszkańców.

## Miejscowości
- Andigola
- Bojana
- Bosiljevo
- Čazma
- Cerina
- Dapci
- Dereza
- Donji Draganec
- Donji Dragičevci
- Donji Lipovčani
- Donji Miklouš
- Gornji Draganec
- Gornji Dragičevci
- Gornji Lipovčani
- Gornji Miklouš
- Grabik
- Grabovnica
- Komuševac
- Marčani
- Martinac
- Milaševac
- Novo Selo
- Općevac
- Palančani
- Pavličani
- Pobjenik
- Pobrđani
- Prnjarovac
- Prokljuvani
- Sišćani
- Sovari
- Suhaja
- Vagovina
- Vrtlinska
- Vučani
- Zdenčec